# Islam in Fiji

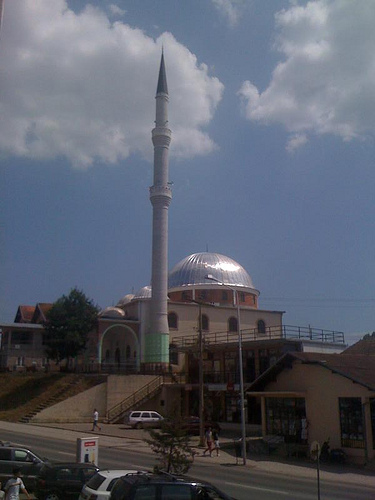
De moskee van Suva

De islam is de op twee na grootste religie in Fiji. In de volkstelling van 2007 werden er 52.505 moslims geregistreerd op een bevolking van 837.271 personen, oftewel 6,3% van de Fijiaanse bevolking. De moslims vindt men vooral onder de Indiase bevolking (15,9% in 1996), terwijl de oorspronkelijke inwoners, de Melanesiërs, nagenoeg uitsluitend christelijk zijn. Mawlid an-Nabi, de geboortedag van de profeet Mohammed, wordt in Fiji erkend als een officiële feestdag.
| Religie | 1996    | 1996 % | 2007    | 2007 % |
| ------- | ------- | ------ | ------- | ------ |
| Moslims | 54.323  | 7,0%   | 52.505  | 6,3%   |
| Totaal  | 775.068 | 100%   | 837.271 | 100%   |